# 榊原香山
榊原 香山（さかきばら こうざん、享保19年（1734年） - 寛政9年11月22日（1798年1月8日））は、江戸時代中期の武士（旗本）、儒学者で有職故実の大家。名は長俊。香山は号。字は子章。別号に五陵香山、忘筌斎がある。通称、一学。
江戸に生まれる。伊勢貞丈に師事、武家の故実に長け、武器研究家として著名だった。宝暦4年(1754年)と天明3年（1783年）と駿府勤番となって駿府に赴任した。

## 著作
- 本邦刀剣考
- 中古甲冑製作弁
- 駿河国志（8巻3冊、天明3年）